# Качовиці (Малопольське воєводство)
Качовиці (пол. Kaczowice) — село в Польщі, у гміні Радземиці Прошовицького повіту Малопольського воєводства.
Населення — 91 особа (2011).
У 1975-1998 роках село належало до Краківського воєводства.

## Демографія
Демографічна структура станом на 31 березня 2011 року:
|          | Загалом | Допрацездатний вік | Працездатний вік | Постпрацездатний вік |
| -------- | ------- | ------------------ | ---------------- | -------------------- |
| Чоловіки | 49      | 10                 | 32               | 7                    |
| Жінки    | 42      | 7                  | 21               | 14                   |
| Разом    | 91      | 17                 | 53               | 21                   |